# Caesalpinia elliptifolia
Caesalpinia elliptifolia är en ärtväxtart som beskrevs av S.J.Li, Z.Y.Chen och D.X.Zhang. Caesalpinia elliptifolia ingår i släktet Caesalpinia och familjen ärtväxter. Inga underarter finns listade i Catalogue of Life.